# چرخش هستی‌شناختی
چرخش هستی‌شناختی (انگلیسی: Ontological turn) به افزایش علاقه به هستی‌شناسی در تعدادی از رشته‌های فلسفی و دانشگاهی در اوایل دهۀ ۲۰۰۰ اشاره دارد. چرخش هستی‌شناختی در انسان شناسی به مفاهیم انسان شناختی فرهنگ، معرفت شناسی و جهان‌بینیها مربوط نیست. در عوض، چرخش هستی‌شناختی علاقه به بودن در جهان را ایجاد می‌کند و می‌پذیرد که جهان‌بینی‌های مختلف صرفاً بازنمایی‌های متفاوتی از یک جهان نیستند. به طور مشخص، چرخش هستی‌شناختی به تغییری در جهت‌گیری نظری اشاره دارد که بر اساس آن تفاوت‌ها نه بر حسب تفاوت در جهان‌بینی، بلکه تفاوت در جهان‌ها درک می‌شود و همۀ این جهان ها دارای اعتبار یکسانی هستند.

## تعاریف
هستی‌شناسی مطالعۀ واقعیتی است که در هر یک از جهان‌های انسانی و غیر انسانی برساخته شده است. هستی‌شناسی متقابلاً نیز به عنوان فرآیند «صیرورت» فهم شده است. در نهایت، هستی‌شناسی همچنین به عنوان مجموعه‌ای از شرایط تاریخی نیز تعریف شده است که افراد به واسطۀ آن واقعیت را درک می‌کنند. با این حال، این تعریف آخر به ویژه به دلیل شباهت آن به تعاریف فرهنگ، انتقادات بسیاری را برانگیخته است.

### تأثیر فلسفی
حوزه هستی‌شناسی با مطالعه فلسفی هستی مطابقت دارد. این تمرکز بر بودن با بینش مارتین هایدگر در مورد ماهیت خاص معنای «بودن» در جهان مرتبط است. نظریه پردازی هایدگر در مورد ماهیت بنیادی هستی بر ایده‌آل‌های هستی‌شناختی مبتنی است که از سنت‌های مکتب افلاطونی برخاسته است. در این دیدگاه، ذهن یا تجربه انسان بودن به موجودی منفرد اشاره نمی‌کند. در عوض، ذهن به مجموعه‌ای از رویدادها، اتفاقات زندگی و یا اشیاء مادی که یک فرد تجربه می‌کند اشاره دارد. بنابراین، هستی‌شناسی با تجربۀ بودن در جهان در ارتباط است. علاوه بر این، علاقه به هستی‌شناسی با درک گسترده‌تری از هستی، واقعیت، صیرورت، و چگونگی ارتباط این مفاهیم با مقوله‌های گستردۀ موجودیت‌ها همراه است.

## در انسان شناسی
در حوزۀ انسان‌شناسی، ایده‌های هستی‌شناختی برای اولین بار در حدود دهۀ ۱۹۹۰ شروع به ظهور کردند. با این حال، اولین تأثیر درک هستی‌شناختی در انسان‌شناسی در آثار روی واگنر، مرلین استراترن و ادواردو ویویروس د کاسترو پدیدار شد. به دنبال این تأملات اولیه، چرخش هستی‌شناختی انسان شناسی بریتانیا را فرا گرفت. از آن زمان، انسان شناسان آمریکای شمالی شروع به در نظر گرفتن این امر کردند که چگونه هستی‌شناسی می‌تواند در تحقیقات قوم نگاری مفید باشد. کاربرد چارچوب های هستی‌شناسی پس از سال ۲۰۱۰ محبوبیت پیدا کرد و در نشست سالانۀ انجمن مردم شناسی آمریکا در شیکاگو در سال ۲۰۱۳، جایی که در آن چندین جلسه بر موضوع هستی‌شناسی متمرکز شد، در سطح کشوری مورد توجه مردم شناسان قرار گرفت. پس از کنفرانس، یکی از قدیمی‌ترین و برجسته‌ترین وبلاگ‌های انسان‌شناسی به نام «سَوِیج مایندز» (به انگلیسی: Savage Minds)، هستی‌شناسی را «چیز بزرگ بعدی» در نظریۀ انسان‌شناسی اعلام کرد. این علاقۀ فزاینده به هستی‌شناسی بذر تعدادی مقاله را افشاند که سودمندی مقدمات هستی‌شناسی را در تحقیقات انسان شناسی برجسته کردند.
مفهوم هستی‌شناسی و آنچه که افراد از هستی‌شناسی منظور دارند متنوع است؛ بنابراین، ردیابی چرخش هستی‌شناختی در انسان شناسی با دشواری همراه است. با این حال، اگر هستی‌شناسی به مطالعه واقعیت اشاره دارد، بنابراین انسان‌شناسی هستی‌شناختی عناصر نظری و روش‌شناختی انسان‌شناسی را برای مطالعۀ بودن یا هستی به هم می‌آمیزد. قوم نگاریها پرکاربردترین روش در تحقیقات مردم شناسی هستند. در حالی که در معنای نظری، انسان شناسی کمک زیادی به مفهوم فرهنگ کرده است. این دو عنصر در انسان‌شناسی مفاهیم فلسفی هستی‌شناسی را گسترش داده‌اند، به طوری که انسان‌شناسی هستی‌شناختی صرفاً درباره جهان نیست؛ بلکه در مورد تجربۀ انسان بودن در جهان است. علاوه بر این، انسان‌شناسی هستی‌شناختی به صراحت به چگونگی ارتباط و تعامل انسان‌ها با انبوهی از بازیگران غیرانسانی می‌پردازد. به عنوان مثال، دونا هاراوی به عنوان یک زیست شناس آموزش دیده که به انسان شناسی روی آورده است، اصرار دارد که موجودات دیگر، اعم از انسان و غیرانسان، را در گزارش های خود از زندگی با حیوانات خانگی لحاظ کند. در نهایت، انسان‌شناسی هستی‌شناختی ادعا نمی‌کند که افراد یا جوامع در جهان‌هایی مجزا زندگی می‌کنند و یا ابنکه فرد با عبور از یک محیط متفاوت، ناگهان در واقعیتی متفاوت قرار می‌گیرد. در عوض، انسان شناسان هستی‌شناختی ادعا می کنند که ما باید به تفاوت یا تغییر اجازه دهیم تا درک ما را از خود مقوله های طبیعت و فرهنگ به چالش بکشند.

### چرخش های دیگر در انسان شناسی
انسان شناسی به عنوان یک رشته، چرخش‌های متعددی را در تاریخ خود تجربه کرده است، که از آن جمله می‌توان به چرخش زبانی، چرخش بازتابی، چرخش زمانی، چرخش عاطفی، چرخش ادبی و چرخش پساانسانی اشاره کرد. چرخش هستی‌شناختی تفاوت‌ها را در پدیده‌های فرهنگی نشان می‌دهد، اما این تفاوت‌ها به‌عنوان تفسیرهای متفاوت از یک جهان طبیعی و منفرد نشان داده نمی‌شوند، بلکه چرخش هستی‌شناختی در انسان‌شناسی نشان می‌دهد که واقعیت‌های متناوب و روش‌های دیگری از بودن هستند که در کنار واقعیت ما وجود دارند. طرفداران این جنبش ادعا می‌کنند که این شیوۀ چارچوب‌بندی تفاوت‌های فرهنگی اولین تلاشی است که انسان‌شناسان برای «جدی» گرفتن یا «بامعنی» فرض کردن باورهای طرفهای مقابل خود انجام داده‌اند. منتقدان چرخش هستی‌شناختی استدلال می‌کنند که ادعاهای مربوط به جهان‌های مختلف به سمت ذات‌باوری گرایش دارند.
هستی‌شناسی سیاسی یکی دیگر از پیشرفت‌های نظری مرتبط با چرخش هستی‌شناختی است.

### چرخش محدود به سمت هستی‌شناسی
آثار نویسندگان فرانسوی فیلیپ دسکولا و برونو لاتور و نویسندۀ برزیلی ادواردو ویویروس د کاسترو به سمت آن چیزی گرایش پیدا کرده‌اند که «یک چرخش هستی‌شناختی محدود» نامیده می‌شود. این چرخش هستی‌شناختی محدود بیشتر در انسان‌شناسی آمریکای شمالی دغدغه و کنجکاوی برانگیخته شده است.

#### فراسوی طبیعتِ دسکولا
فیلیپ دسکولا در کار خود در میان آچوارهای آمازونیایی پیشنهاد کرد که مقوله طبیعت یک امر انسانی جهان شمول نیست و بنابراین، نباید آن را یک خط تحقیق انسان شناختی در نظر گرفت. دسکولا استدلال می‌کند که حوزه «طبیعت» از مفاهیم مدرن و غربی بیرون آمده است که قصد دارند «طبیعت» را از نظر هستی‌شناختی واقعی فرض کنند. در عوض، دسکولا ادعا می‌کند که «تمدن‌های دیگر راه‌های متفاوتی را برای تشخیص کیفیت‌ها در میان موجودات ابداع کرده‌اند، که به شکل‌های دیگری از سازمان‌دهی پیوستگی و ناپیوستگی بین انسان‌ها و غیرانسان‌ها، تجمیع موجودات در گروه‌ها، و تعیین اینکه چه کسی یا چه چیزی قادر به عاملیت و دانش است منجر می شود.» این بدان معناست که دسکولا آنیمیسم را نه به‌عنوان نوعی باور اشتباه، بلکه به‌عنوان بسط رابطه‌ای بودن اجتماعی با بازیگران غیرانسانی در نظر می‌گیرد. در این معنا، دسکولا از هستی‌شناسی به عنوان یک ابزار تحلیلی ابتدایی برای کاوش در این امر استفاده می‌کند که چگونه جهان‌ها به شیوه‌ای برساخته می‌شوند که با روشی که انسان شناسان عموماً درباره جهان بینیها بحث می‌کنند، متمایز است. دسکولا پیشنهاد می‌کند که انسان‌شناسی می‌تواند از چارچوب‌های هستی‌شناختی استفاده کند تا به بهترین نحو چگونگی تشکیل جهان‌ها را توضیح دهد.

#### منظرگرایی ویویروس د کاسترو
ادواردو ویویروس د کاسترو در سنتز خود از ادبیات قوم نگارانۀ آمازون از چارچوب منظرگرایی بهره گیری می‌کند. بحث او دربارۀ درک آمازونی به این نکته توجه می‌کند که چگونه دیدگاه‌های انسان و غیرانسان به لحاظ ذاتی از یکدیگر متفاوت نیستند. تأملات ویویروس د کاسترو در مورد منظرگرایی او را به این نتیجه می‌رساند که ما با منظری روبرو هستیم که اساساً با منظرهایی که تفکر آکادمیک غربی آگاهی خود را از آن میگیرد، متفاوت است. رهیافت ویویروس د کاسترو ذاتاً رویکردی هستی‌شناختی دارد که «به او این امکان را می‌دهد تا به وضوح راه‌هایی را ببیند که انسان‌شناسی از طریق آن بر شکاف طبیعت/فرهنگ استوار شده که طبیعت را به‌عنوان نوعی زمینۀ جهانی، واحد و موجود، و فرهنگ را به‌عنوان شکل بی‌نهایت متغیری از بازنمایی طبیعت مطرح می‌کند.»

#### شیوه های وجودی لاتور
برونو لاتور استدلال می کند که محققان نباید موجودیتها را به جهان «اجتماعی» و جهان «طبیعی» دسته بندی کنند. لاتور استدلال می‌کند که دانشمندان علوم اجتماعی به جای اینکه از پیش تعیین کنند که چه چیزهایی به عنوان بخشی از جامعه و چه چیزهایی به عنوان بخشی از طبیعت تلقی می‌شوند، باید این مقولات را به عنوان مذاکرات پیچیده‌ای بین مردم و دنیای آنها در نظر بگیرند. این مقاومت در برابر تقسیم بین امر اجتماعی و طبیعی جزء لاینفک انسان شناسی هستی‌شناسانه است.

## پذیرفته شدگی
هایدی گایسمار، یکی از منتقدان انسان‌شناسی هستی‌شناختی، مدعی است که ارائۀ دیگران نه به‌عنوان افراد و گروه‌هایی دارای فرهنگ‌های متفاوت، بلکه با داشتن جهان‌های متفاوت، تنها نوعی بدیع از ذات‌گرایی است. علاوه بر این، بسیاری از منتقدان انسان‌شناسی هستی‌شناختی نشان داده‌اند که این چارچوب آن‌قدر که ادعا می‌کند، تفاوت را جدی نمی‌گیرد. به طور مشخص، پیر شاربونیر، گیلداس سالمون و پیتر اسکافیش به این واقعیت توجه کرده‌اند که بسیاری از انسان‌شناسان هستی‌شناختی، به نتیجه گیری‌های مشابهی با انسان‌شناسانی که از چارچوب‌های هستی‌شناختی استفاده نمی‌کنند، دست زده‌اند، و این در حالیست که از بسیاری از همان مبانی نظری نیز در استدلال‌های خود استفاده می‌کنند. با این حال هستی‌شناسان در پاسخ گفته‌اند که بسیاری از این انتقادات صرفاً تلاش‌هایی برای بازتولید وضع موجود هستند. در پاسخ به روی آوردن به هستی‌شناسی، مناظرۀ «گروهی برای بحث در نظریۀ انسان شناسی» در ۹ فوریه ۲۰۰۸ در منچستر با موضوع «هستی‌شناسی فقط واژۀ دیگری برای فرهنگ است» برگزار شد. مایکل کریترز (از دانشگاه دورهام)، متی کاندیا (از کمبریج)، کارن سایکس (از منچستر) و مارتین هولبراد (از دانشگاه کالج لندن) برای این پیشنهاد سخنرانی کردند. رأی نهایی - ۱۹ موافق، ۳۹ مخالف و ۶ ممتنع - منعکس کنندۀ یک اجماع کلی مبنی بر این امر بود که بین فرهنگ و هستی‌شناسی، این هستی‌شناسی است که می‌تواند چیزی برای مشارکت کردن داشته باشد. مارشال سالینز در پیش گفتارِ «فراسوی طبیعت و فرهنگ»، این اجماع را در این ادعای خود تکرار می‌کند که هستی‌شناسی در خط سیر انسان شناختی کنونی تغییری اساسی - یا اگر بخواهید یک تغییر پارادایم - ارائه می‌دهد، که می تواند به وسیلۀ آنچه که از جدولی سیاره ای از عناصر هستی‌شناختی و ترکیباتی که آنها تولید می‌کنند فراتر می‌رود، بر آشفتگی تحلیلی کنونی غلبه کند. ساهلینز از این امر که چگونه انسان شناسی، از طریق این تمرکز هستی‌شناختی، به کانون اصلی خود - حالت دیگری بودن - باز خواهد گشت تجلیل می‌کند.